# Remi Toussain
 (mars 2014).
Si vous disposez d'ouvrages ou d'articles de référence ou si vous connaissez des sites web de qualité traitant du thème abordé ici, merci de compléter l'article en donnant les références utiles à sa vérifiabilité et en les liant à la section « Notes et références ».
Remi Toussain, né le 27 septembre 1952 est Inspecteur général des finances (ER), ingénieur général des ponts, des eaux et des forêts.

## Études et carrière
(mars 2014).
- Ingénieur agronome de l'INA P-G (devenu AgroParisTech) en 1974
- Ingénieur général du génie rural, des eaux et des forêts de l'ENGREF en 1976
- Attaché agricole adjoint à l'Ambassade de France à Madrid en 1977
- Directeur du service « économie agricole et agroalimentaire » à la direction départementale de l’agriculture de Côte-d'Or (1978-1982)
- Chargé de mission pour les affaires européennes au cabinet du ministre de l'Agriculture[Quand ?]
- Délégué adjoint aux affaires agricoles européennes à la représentation permanente de la France auprès des communautés européennes à Bruxelles (1982-1986)
- Sous-directeur des pêches maritimes au secrétariat d'État à la Mer, sous-directeur des productions végétales à la Direction de la Production et des Échanges, puis directeur des pêches maritimes au ministère de l'Agriculture et de la Pêche (-1998)
- Directeur de la production et des échanges (1998)
- Directeur des politiques économique et internationale au ministère de l'Agriculture et de la Pêche (1999-2002)
- Directeur de l'INA-PG (2002-2007)
- Président de ParisTech (2005-2007)
- Directeur général d'AgroParisTech de (1er août 2007-31 mars 2011)
- Vice-président d'AGREENIUM depuis octobre 2009
- Inspecteur général des finances (31 mars 2011- Novembre 2017)
- Retraite (novembre 2017)

## Distinctions
- Chevalier de la Légion d'honneur,
- Ordre national du Mérite,
- Commandeur du Mérite agricole,
- Officier del Merito Civil (Espagne)
- Officier de l'ordre du Mérite (Allemagne)